# HC Slovan Bratislava
‌
Pour les articles homonymes, voir Slovan Bratislava.
Le HC Slovan Bratislava est l'équipe de hockey sur glace de Bratislava capitale de la Slovaquie. Elle évolue dans l'Extraliga slovaque.

## Historique
L'équipe est créée en 1921 sous le nom de 1. ČsŠK Bratislava et prend un nouveau nom en 1939. En 1948, le nom change une nouvelle fois et devient le Sokol NV Bratislava. Entre 1953 et 1993, le nom de l'équipe est le TJ Slovan CHZJD Bratislava. À la suite de la partition de la Tchécoslovaquie, l'équipe quitte l'Extraliga tchécoslovaque pour rejoindre l'Extraliga slovaque.
Par la suite, l'équipe change de nom assez souvent pour suivre le sponsor principal de l'équipe. Les noms portés sont les suivants :
- 1993-1994 : HC Slovan Bratislava
- 1994-1995 : HC Slovan HTC Bratislava
- 1995-2002 : HC Slovan Harvard Bratislava
- 2002-2004 : HC Slovan Slovnaft Bratislava
- Depuis 2004 : HC Slovan Bratislava[1]

### Saisons en KHL (2012-2019)
Le Slovan évolue dans la KHL de 2012 à 2019.
| Saison    | PJ | V  | VP | VTB | D  | DP | DTB | BP  | BC  | Pts | Classement | Séries éliminatoires                    |
| --------- | -- | -- | -- | --- | -- | -- | --- | --- | --- | --- | ---------- | --------------------------------------- |
| 2012-2013 | 52 | 17 | 3  | 8   | 19 | 0  | 5   | 124 | 127 | 78  | 13e/26     | OHK Dinamo 0-4 (huitième de finale)     |
| 2013-2014 | 54 | 15 | 3  | 6   | 26 | 1  | 3   | 120 | 160 | 67  | 21e/28     | Non qualifié                            |
| 2014-2015 | 60 | 15 | 0  | 5   | 32 | 2  | 6   | 136 | 188 | 63  | 26e/28     | Non qualifié                            |
| 2015-2016 | 60 | 21 | 3  | 8   | 24 | 3  | 1   | 154 | 148 | 89  | 15e/28     | HK CSKA Moscou 0-4 (huitième de finale) |
| 2016-2017 | 60 | 22 | 4  | 3   | 26 | 2  | 3   | 144 | 166 | 85  | 17e/29     | Non qualifié                            |
| 2017-2018 | 56 | 15 | 1  | 2   | 31 | 5  | 2   | 119 | 187 | 58  | 24e/27     | Non qualifié                            |
| 2018-2019 | 62 | 10 | 4  | 1   | 44 | 2  | 1   | 101 | 213 | 33  | 25e/25     | Non qualifié                            |

## Palmarès
- Extraliga tchécoslovaque
  - 1978[2].
- Extraliga slovaque
  - 1998, 2000, 2002, 2003, 2005, 2007, 2008, 2012 et 2022.
- Coupe continentale
  - 2004.
- Coupe Spengler
  - 1972, 1973 et 1974.

## Joueurs et entraîneurs

### Effectif champion 1997-1998
- Gardiens de but : Ivo Čapek, Matej Jurkovič, Richard Marko
- Défenseurs : Matej Bukna, Vladimír Búřil, Radoslav Hecl, Rudolf Jendek, Miroslav Mosnár, Róbert Pukalovič, Ľubomír Višňovský, Sergej Voronov
- Attaquants : Zdeno Cíger, Adrián Daniel, Marián Horváth, Roman Iľjin, Richard Kapuš, Ladislav Karabin, Ľubomír Kolník, Radovan Kropáč, Martin Krumpál, Vasilij Pankov, Karol Rusznyák, Róbert Tomík, Jozef Voskár
- Entraîneurs : Ernest Bokroš, Ľudovít Venutti

### Effectif champion 1999-2000
- Gardiens de but : Radovan Biegl, Martin Kučera, Marek Mastič
- Défenseurs : Daniel Babka, Marián Bažány, Vladimír Búřil, Jevgenij Gribko, Radoslav Hecl, Rudolf Jendek, Miroslav Mosnár, Peter Podhradský, Marek Priechodský, Pavol Rešetka, Ľubomír Višňovský
- Attaquants : Zdeno Cíger, Miroslav Hlinka, Michal Hreus, Roman Iľjin, Richard Kapuš, Ľubomír Kolník, Radoslav Kropáč, Martin Krumpál, Miroslav Lažo, Ján Lipianský, Martin Madový, Vasilij Pankov, Ondrej Prokop, Igor Rataj, Peter Siroťák, Juraj Štefanka, Miroslav Štefanka, Roman Tomašech, Rudolf Verčík, Erik Weissmann
- Entraîneurs : František Hossa, Ľubomír Pokovič, Ernest Bokroš, Ľudovít Venutti

### Effectif champion 2001-2002
- Gardiens de buts : Matej Jurkovič, Jozef Ondrejka, Stanislav Petrík, Pavol Rybár
- Défenseurs : Daniel Babka, Igors Bondarevs, Brian Casey, Radoslav Hecl, Marek Kolba, Dalibor Kusovský, Pavol Mihálik, Craig Millar, Svetozár Nižňanský, Radoslav Sloboda, Ján Tabaček
- Attaquants : Dušan Benda, Emil Bučič, Tomáš Bučič, Tomáš Bukovinský, Peter Ďuriš, Marián Fitoš, Juraj Halaj, Daniel Hančák, Michal Hreus, Michal Hudec, Ľubomír Hurtaj, Tomáš Jaško, Richard Kapuš, Andrej Kollár, Radoslav Kropáč, Martin Kulha, Jozef Mrena, Warren Norris, Slavomír Pavličko, Ľubomír Pištěk, Andrej Podkonický, Igor Rataj, Roman Šimunek
- Entraîneurs : Miloš Říha, Ľubomír Pokovič, Marcel Sakáč

### Effectif champion 2002-2003
- Gardiens de buts : Pavol Rybár, Jozef Ondrejka
- Défenseurs : Tomáš Bukovinský, Daniel Hančák, Miroslav Javín, Rudolf Jendek, Ján Kobezda, Marek Kolba, Petr Pavlas, Daniel Seman, Michal Sersen, Marián Smerčiak, Michal Šafařík, Vladimír Vlk
- Attaquants : Dušan Benda, Karol Biermann, Zdeno Cíger, Ivan Dornič Jr., Branislav Fábry, Juraj Halaj, Michal Hudec, Ľubomír Hurtaj, Peter Junas, Richard Kapuš, Michal Kokavec, Martin Kuľha, Miroslav Lažo, Ján Lipiansky, Michal Macho, Daniel Mračka, Jozef Mrena, Slavomír Pavličko, Igor Rataj, René Školiak
- Entraîneurs : Július Šupler, Miroslav Miklošovič, Marcel Sakáč, Ivan Dornič Sr.

### Effectif champion 2004-2005
- Gardiens de but : Libor Barta, Roman Mega, Pavol Rybár
- Défenseurs :  Branislav Fábry, Daniel Hančák, Radoslav Hecl, Ján Horáček, Rudolf Jendek, Martin Karafiát, Petr Pavlas, Karol Sloboda, Tomáš Špila, Ján Tabaček, Ľubomír Višňovský, René Vydarený, Jozef Wagenhoffer
- Attaquants : Igor Baček, Martin Bartek, Zdeno Cíger, Ivan Dornič, Adam Drgoň, Boris Ertel, Michal Hudec, Martin Hujsa, Branislav Jánoš, Peter Junas, Richard Kapuš, Michal Kokavec, Martin Kuľha, Michal Macho, Tomáš Němčický, Dušan Pašek, Juraj Prokop, Roman Stantien, Juraj Sýkora, Miroslav Šatan, Tibor Varga
- Entraîneurs : Miloš Říha, Miroslav Miklošovič, Rudolf Jurčenko

### Effectif champion 2007-2008
- Gardiens de buts : Sasu Hovi, Ján Chovan, Marek Srnec
- Défenseurs : Milan Bališ, Daniel Hančák, Lukáš Bohunický, Milan Hruška, Jozef Kováčik, Petr Pavlas, Michal Sersen, Jan Srdínko, Dušan Devečka, Peter Huba, Peter Kúdelka, Daniel Neumann, Rastislav Veselko
- Attaquants : Igor Baček, Róbert Döme, Juraj Gráčik, Michal Hreus, Martin Hujsa, Richard Kapuš, Michal Kokavec, Martin Kuľha, Miroslav Lažo, Ľubomír Pištek, Ondrej Rusnák, Juraj Sýkora, Marek Uram, Radoslav Kropáč, Andrej Kmeč, Tomáš Šiffalovič, Martin Sloboda, Martin Bakoš, Marko Hučko, Marek Lisoň, Martin Dubina
- Entraîneurs : Zdeno Cíger, Miroslav Miklošovič, Igor Tóth

### Effectif champion 2006-2007
- Gardiens de buts : Sasu Hovi, Ján Chovan
- Défenseurs : Dalibor Kusovský, Jan Srdínko, Petr Pavlas, Daniel Hančák, Milan Hruška, Dušan Devečka, Peter Huba, Michal Sersen, Jozef Wagenhoffer, Stanislav Škorvánek, Kaspars Astašenko, Lukáš Lauko
- Attaquants : Michal Kokavec, Michal Hreus, Ľubomír Hurtaj, Martin Kuľha, Roman Kukumberg, Marek Uram, Marek Vorel, Juraj Sýkora, Ľubomír Pištek, Igor Baček, Roman Tvrdoň, Miroslav Lažo, Martin Hujsa, Juraj Gráčik, Juraj Prokop, Matej Češík, Robin Just
- Entraîneurs : Zdeno Cíger, Miroslav Mikološovič

### Effectif champion 2011-2012
- Gardiens de but : Branislav Konrád, Tomi Karhunen
- Défenseurs : Martin Štajnoch, Peter Frühauf, Michal Dobroň, Ivan Švarný, Alexanders Jerofejevs, Ivan Ďatelinka, Maris Jass, Peter Trška, Lukáš Kozák
- Attaquants : Miroslav Šatan, Ján Lipiansky, Michal Hudec, Roman Kukumberg, Tomáš Bulík, Marek Bartánus, Martin Bakoš, Libor Hudáček, Dávid Buc, Dávid Skokan, Martin Sloboda, Martin Kalináč, Andrej Kudrna, Kevin Harvey, Miroslav Presinger
- Entraîneurs : Jan Neliba, Miroslav Mosnár, Roman Stantien, Rudolf Jurčenko